# Mediaset
Zasugerowano, aby ten artykuł podzielić na różne artykuły – Mediaset i MFE - MediaForEurope.
Mediaset S.p.A. – włoskie przedsiębiorstwo mediowe z centralą w Mediolanie. Zostało założone przez Silvio Berlusconiego, ale dziś jest ono zarządzane przez jego rodzinę poprzez Fininvest, którego głównym akcjonariuszem był osobiście Silvio Berlusconi.
Studia telewizyjne (które po raz pierwszy ruszały pokazując TeleMilano, teraz znanego jako Canale 5) są zlokalizowane w Milano 2, na obszarze Mediolanu.

## Naziemne telewizje analogowe
Mediaset kontroluje telewizje nadające analogowo naziemnie (3 we Włoszech i 2 w Hiszpanii):
- Canale 5 (Włochy)
- Italia 1 (Włochy)
- Rete 4 (Włochy)
- Telecinco (Hiszpania)
- Cuatro (Hiszpania)

## Naziemne telewizje cyfrowe
- Boing (51% Mediaset, 49% Turner Broadcasting System), FTA
- Mediashopping, FTA
- Mediaset Premium, płatny
- Iris, filmy i teatr, FTA
- Italia 2, dla mężczyzn
- La 5, dla kobiet

## Telewizje satelitarne
- Mediashopping, FTA

## Endemol
Od 2007 roku Mediaset kontroluje 75% udziałów w holenderskiej firmie Endemol.